# Międzynarodowy Konkurs Chórów „Gaude Cantem”
Międzynarodowy Konkurs Chórów w ramach Święta Pieśni „Gaude Cantem” im. Kazimierza Fobera – festiwal chóralny odbywa się od 2005  w Bielsku-Białej. Wywodzi się z odbywającego się w latach 1997–2005 konkursu regionalnego pod nazwą Święto Pieśni „Gaude Cantem”.
Zespoły prezentują 3 utwory a cappella, które muszą być stylistycznie zróżnicowane. Poza przeglądem konkursowym wszystkie zespoły biorą udział w koncertach, które odbywają się w Bielsku-Białej oraz w innych miastach powiatu bielskiego.

## Kategorie uczestników
- A – chóry dziecięce (do 16 lat)
- B – chóry żeńskie
- C – chóry męskie
- D – chóry akademickie
- E – chóry kameralne (do 20 osób)
- F – chóry mieszane

W konkursie uczestniczyć mogą wyłącznie amatorskie zespoły chóralne. Przeprowadzenie konkursu w danej kategorii uwarunkowane jest zakwalifikowaniem do przeglądu co najmniej dwóch chórów.

## Organizatorzy
- Polski Związek Chórów i Orkiestr – oddział w Bielsku-Białej
- Katedra Chóralistyki Akademii Muzycznej im. K. Szymanowskiego w Katowicach
- Starostwo Powiatowe w Bielsku-Białej
- Wydział Kultury Urzędu Miejskiego w Bielsku-Białej
- Regionalny Ośrodek Kultury w Bielsku-Białej

## Cele konkursu
Według organizatorów celami festiwalu są:
- ukazywanie śpiewu chóralnego jako jednej z form integrujących społeczności, przybliżających uniwersalne wartości muzyczne, pobudzenie aktywności społeczno-kulturalnej chórów,
- wzrost poziomu wykonawczego amatorskich zespołów chóralnych, konfrontacja osiągnięć, wymiana doświadczeń i integracja zespołów,
- upowszechnianie wśród społeczeństwa utworów ukazujących dorobek narodowej i światowej muzyki chóralnej,
- rozwijanie współpracy międzynarodowej

## Nagrody
- Grand Prix dla najlepszego zespołu biorącego udział w konkursie.
- Złoty Dyplom
- Srebrny Dyplom
- Brązowy Dyplom
- Puchar Rektora Akademii Muzycznej w Katowicach dla najlepszego dyrygenta konkursu
- Puchar Konsula Generalnego Republiki Czeskiej w Katowicach
- Puchar Konsula Generalnego Republiki Słowackiej w Krakowie
- Puchar Konsula Generalnego Republiki Węgierskiej w Krakowie

Zdobywca Grand Prix i zwycięzcy w poszczególnych kategoriach uhonorowani Złotymi Dyplomami oraz najlepszy dyrygent otrzymują nagrody pieniężne.

### Wyróżnienia
- Za najciekawszą interpretację utworu kompozytora współczesnego.
- Za najciekawszą interpretację utworu o charakterze sakralnym
- Dla najlepszego zespołu zagranicznego.

## Edycje konkursu
- 2005 – I edycja
- 2006 – II edycja
- 2007 – III edycja
- 2008 – IV edycja
- 2009 – V edycja
- 2010 – VI edycja

### Zdobywcy Grand Prix
- 2005 – Bielski Chór Kameralny pod dyrekcją Beaty Borowskiej
- 2006 – Kameralny Chór Uniwersytetu Medycznego we Wrocławiu pod dyr. Agnieszki Franków- Żelazny
- 2007 – Chór Kameralny Musica Viva Uniwersytetu Ekonomicznego w Poznaniu pod dyr. Marka Gandeckiego
- 2008 – Žilinský Miešaný Zbor z Żyliny pod dyrekcją Štefana Sedlickego
- 2009 – Chór Akademii Techniczno-Humanistycznej z Bielska-Białej pod dyrekcją Jana Borowskiego
- 2010 – Kameralny Chór Uniwersytetu Medycznego we Wrocławiu pod dyr. Agnieszki Franków-Żelazny